# 송공 계 (3대)
송공 계(宋公稽)는 중국 서주 시대의 인물로, 제3대 송공이다. 성은 자(子), 휘는 계(稽)다. 시호는 전해지지 않는다.
제 2대 송공 미중연의 아들로, 아버지가 죽자 그 뒤를 이었다.
사마정은 《사기색은》에서 송공 계 이전의 두 송공은 옛 상나라의 관작을 따라 ‘미’(微)를 일컬었고, 송공 계의 대부터 송공을 일컬었다고 했다.